# Wereldkampioenschappen wielrennen 1976
De wereldkampioenschappen wielrennen 1976 op de weg werden op 4 (dames) en 5 (profs) september gereden in het Italiaanse Ostuni op een omloop van 36 km. Omdat er dat jaar Olympische Spelen in Montreal waren, stonden enkel de kampioenschappen voor vrouwen en profs op het programma. Voor de amateurs golden de olympische wedstrijden ook als wereldkampioenschappen.
Bij de profs haalde Freddy Maertens zijn eerste titel. Hij was te sterk voor de Italiaan Francesco Moser. 
Bij de dames werd Keetie van Oosten-Hage voor de tweede maal wereldkampioene. Na afloop verklaarde ze dat ze stopte met het wielrennen op de weg. De 39-jarige Yvonne Reynders, die van 1968 tot 1975 niet meer had gekoerst, werd nog derde.

## Uitslagen

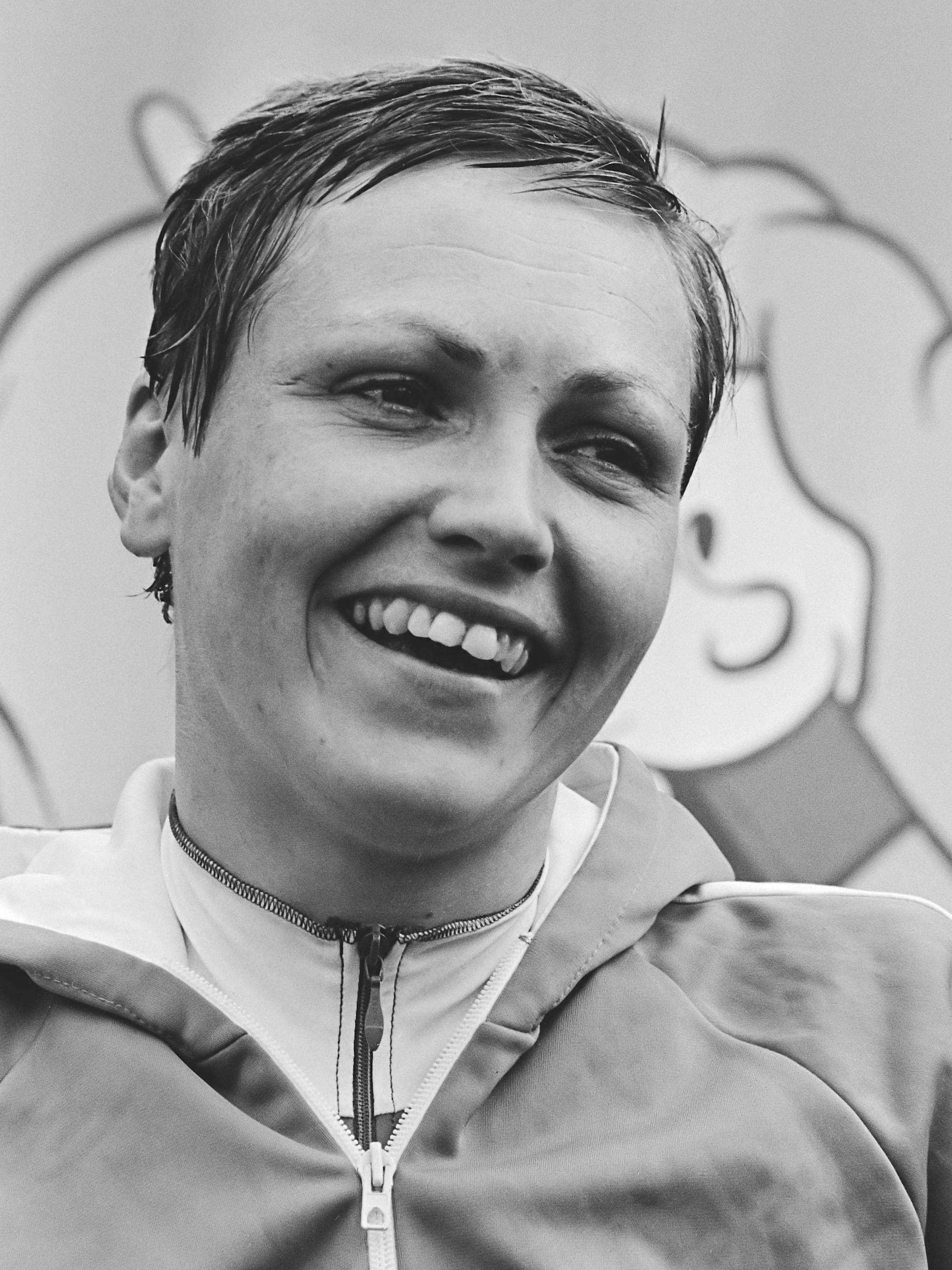
Keetie van Oosten-Hage, wereldkampioene in 1976

### Mannen elite (288 km)
| pos.   | renner          | land             | tijd     |
| ------ | --------------- | ---------------- | -------- |
| Goud   | Freddy Maertens | België           | 7u06'10" |
| Zilver | Francesco Moser | Italië           | z.t.     |
| Brons  | Tino Conti      | Italië           | +11"     |
| 4      | Joop Zoetemelk  | Nederland        | z.t.     |
| 5      | Eddy Merckx     | België           | +26"     |
| 6      | Bernard Hinault | Frankrijk        | z.t.     |
| 7      | Felice Gimondi  | Italië           | z.t.     |
| 8      | Jan Raas        | Nederland        | z.t.     |
| 9      | Donald Allan    | Australië        | z.t.     |
| 10     | Michael Neel    | Verenigde Staten | z.t.     |

### Dames (72 km)
| pos.   | renster                | land      | tijd     |
| ------ | ---------------------- | --------- | -------- |
| Goud   | Keetie van Oosten-Hage | Nederland | 1u39'14" |
| Zilver | Luigina Bissoli        | Italië    | z.t.     |
| Brons  | Yvonne Reynders        | België    | z.t.     |

1921 · 
1922 · 
1923 · 
1924 · 
1925 · 
1926 · 
1927 · 
1928 · 
1929 · 
1930 · 
1931 · 
1932 · 
1933 · 
1934 · 
1935 · 
1936 · 
1937 · 
1938 · 
1946 · 
1947 · 
1948 · 
1949 · 
1950 · 
1951 · 
1952 · 
1953 · 
1954 · 
1955 · 
1956 · 
1957 · 
1958 · 
1959 · 
1960 · 
1961 · 
1962 · 
1963 · 
1964 · 
1965 · 
1966 · 
1967 · 
1968 · 
1969 · 
1970 · 
1971 · 
1972 · 
1973 · 
1974 · 
1975 · 
1976 · 
1977 · 
1978 · 
1979 · 
1980 · 
1981 · 
1982 · 
1983 · 
1984 · 
1985 · 
1986 · 
1987 · 
1988 · 
1989 · 
1990 · 
1991 · 
1992 · 
1993 · 
1994 · 
1995 · 
1996 · 
1997 · 
1998 · 
1999 · 
2000 · 
2001 · 
2002 · 
2003 · 
2004 · 
2005 · 
2006 · 
2007 · 
2008 · 
2009 ·
2010 · 
2011 · 
2012 · 
2013 · 
2014 · 
2015 · 
2016 · 
2017 · 
2018 · 
2019 · 
2020 ·
2021 ·
2022 ·
2023 ·
2024 ·
2025 ·
2026